# 斯湯頓鎮區 (伊利諾伊州馬庫平縣)
斯湯頓鎮區（英語：Staunton Township）是位於美國伊利諾伊州馬庫平縣的一個行政鎮區。

## 地方資料
根據2010年美國人口普查的數據，斯湯頓鎮區的面積為47.30平方千米，當中陸地面積為47.00平方千米，而水域面積為0.30平方千米。當地共有人口5588人，而人口密度為每平方千米118.14人。